# トライアンフ・タイガー
タイガー（Tiger）は、トライアンフが製造販売しているオートバイの車種である。

## モデル一覧

### タイガー80
1937年から1939年にかけてトライアンフ・エンジニアリングによって製造販売されていた排気量349ccモデル。これ以外にも250ccのタイガー70と500ccのタイガー90があった。

### タイガー100

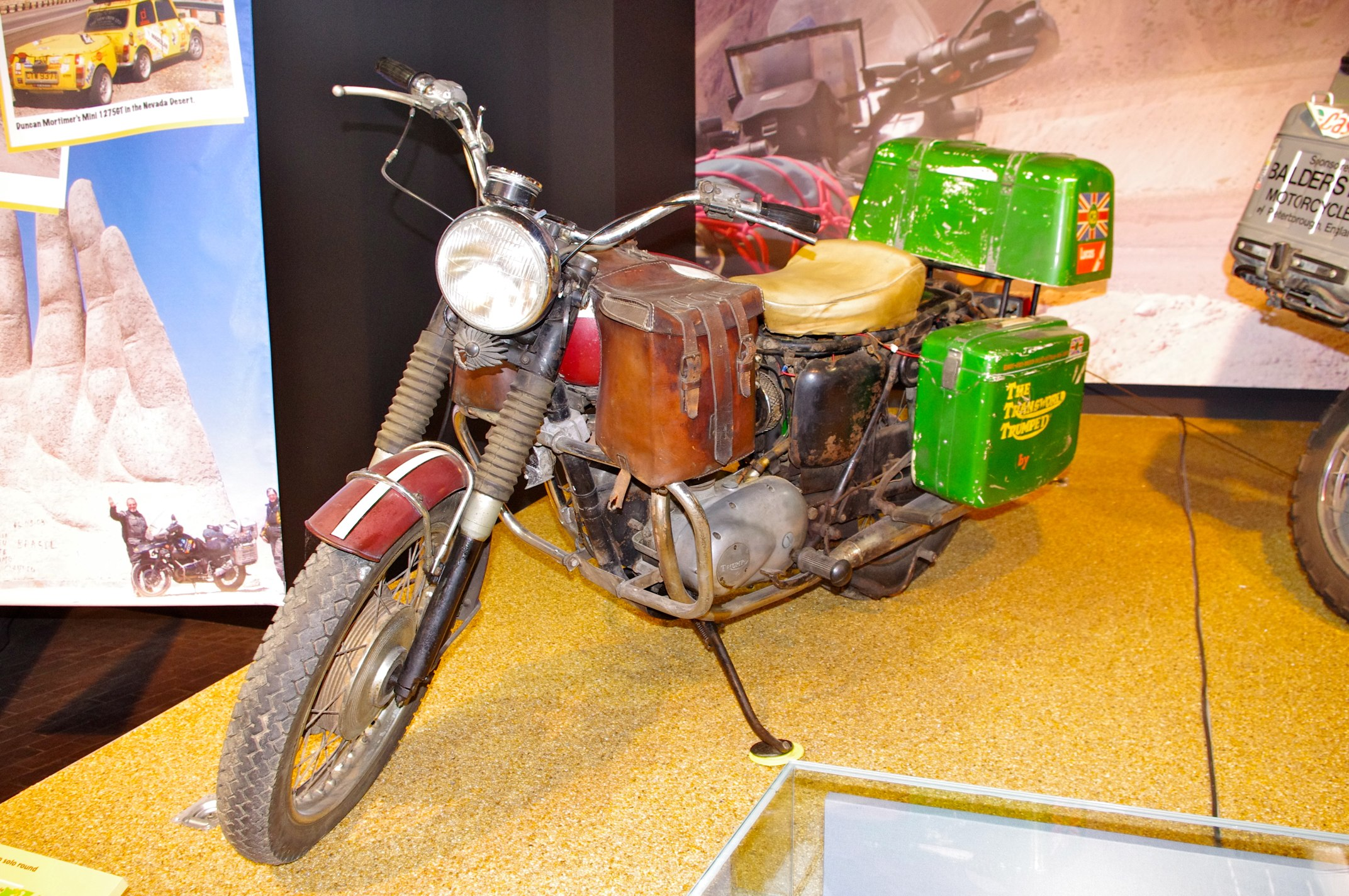
テッド・サイモン使用モデル

1939年から1940年の間と1946年から1973年の間の2回、トライアンフ・エンジニアリングが製造販売したスタンダードモデル。
1939年から1940年の間と1946年から1973年の間の2回、トライアンフ・エンジニアリングが製造販売したスタンダードモデル。
著名な乗り手に、『ジュピターズ・トラベル』の著者であるジャーナリスト、テッド・サイモンがいる。
また、1966年7月29日にボブ・ディランがバイク事故に遭った時に使用していたモデルもこの タイガー100 である。

### タイガーT110
1953年から1961年にかけて製造販売されたトライアンフ初のスポーツモデル。

### タイガーカブ
エドワード・ターナーがデザインし、メリデン工場で1956年から1968年にかけて製造販売されたモデル。

### タイガーデイトナ
1967年から1974年にかけて製造販売されたモデル。別名、T100R

### タイガートレイル
1981年から1982年にかけてメリデン工場で製造販売されていたモデルで、排気量750ccのTR7Tと排気量650ccのTR65Tがある。

### タイガー900
トライアンフモーターサイクルとなった1993年から1998年にかけて生産されたデュアルパーパスモデル。別名、トライアンフタイガー、スチーマー。

### タイガー955i(T709EN)
2001年から2006年までに製造販売されたデュアルパーパスモデルで1993年から1998年にかけて製造販売された885ccのT400、1999年から2000年にかけて生産された885cc燃料噴射装置のT709、2001年から2006年に製造販売された955cc燃料噴射装置のT709EN(955i)、2007年から製造販売されている1050cc燃料噴射装置のタイガー1050がある。

### タイガー1050
2007年から製造販売されているスタンダードモデル。タイガー955iの後継型である。

### タイガー800
2010年から製造販売されているデュアルパーパスモデルで、オンロード指向の800とオフロード指向の800XCがある。

### タイガーエクスプローラー
2012年から製造販売されているデュアルパーパスモデルでDOHC4バルブ直列３気筒1215cc、137馬力、6段変速、シャフト駆動、ABS、トラクションコントロールシステム、クルーズコントロールシステムを標準装備している。スポークホイール仕様のタイガーエクスプローラーXCが後に追加されている。

## ギャラリー

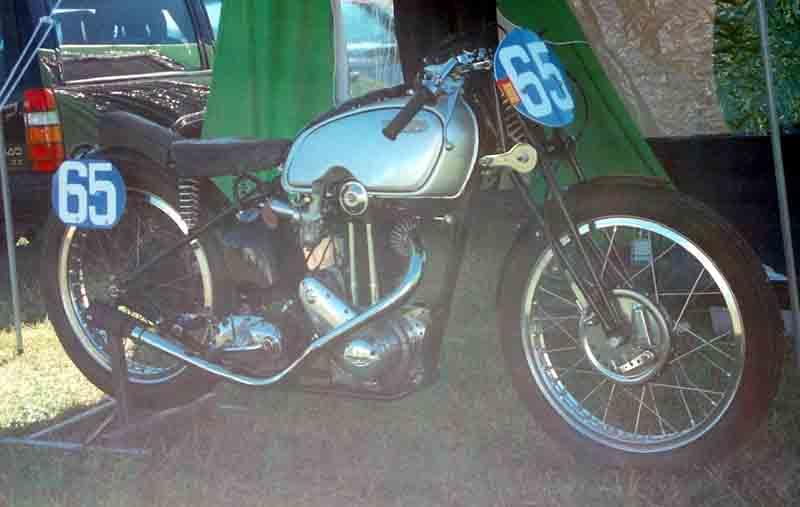
1939年製造されたタイガー800
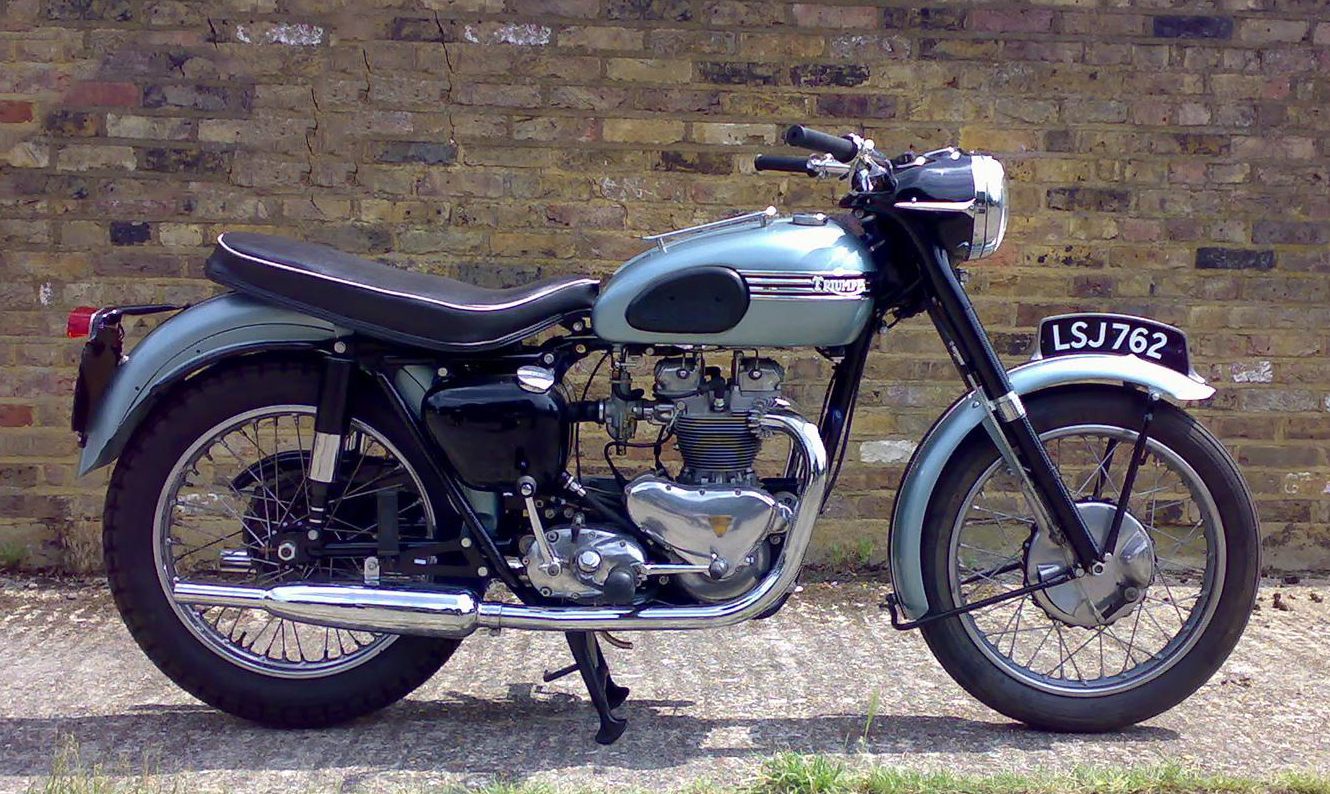
タイガー100
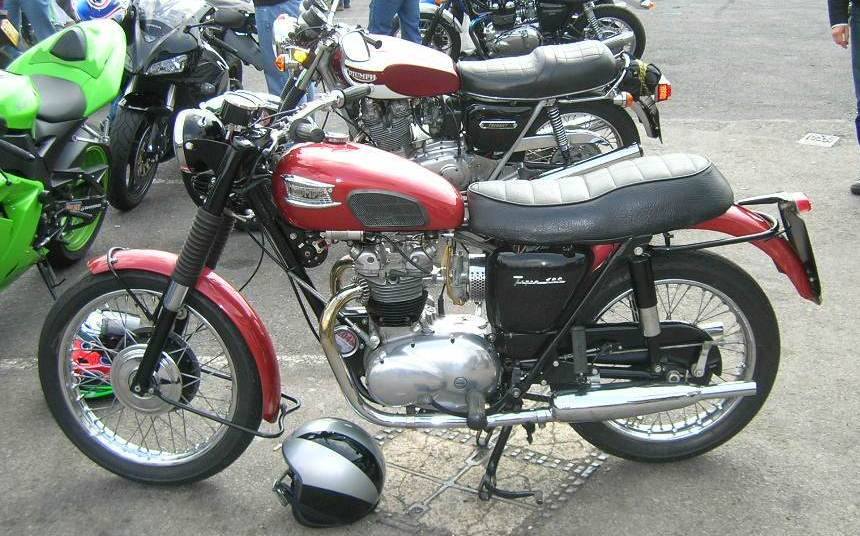
1960年代前半に製造されたタイガー100
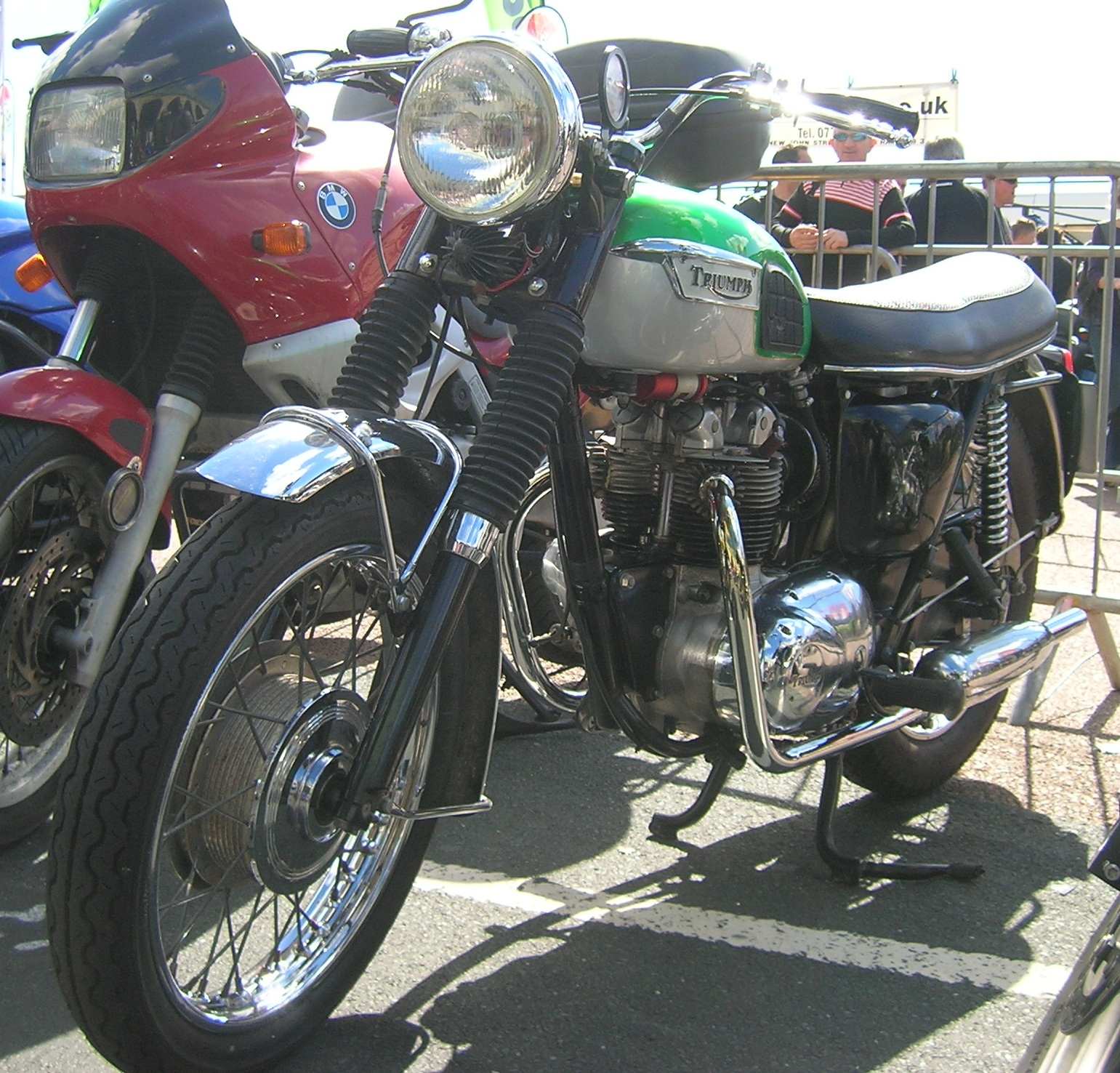
1960年代後半に製造されたタイガー100
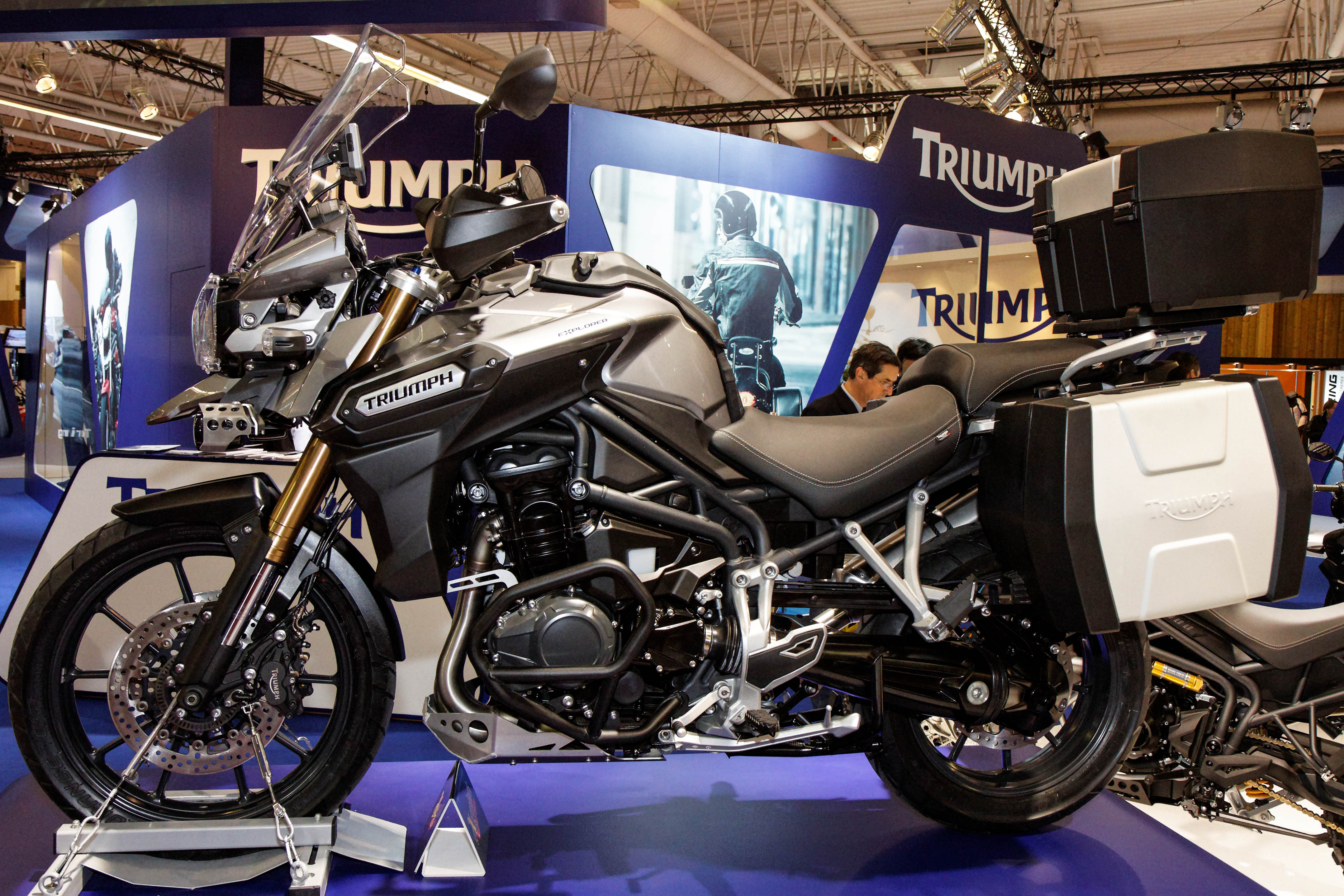
タイガーエクスプローラー
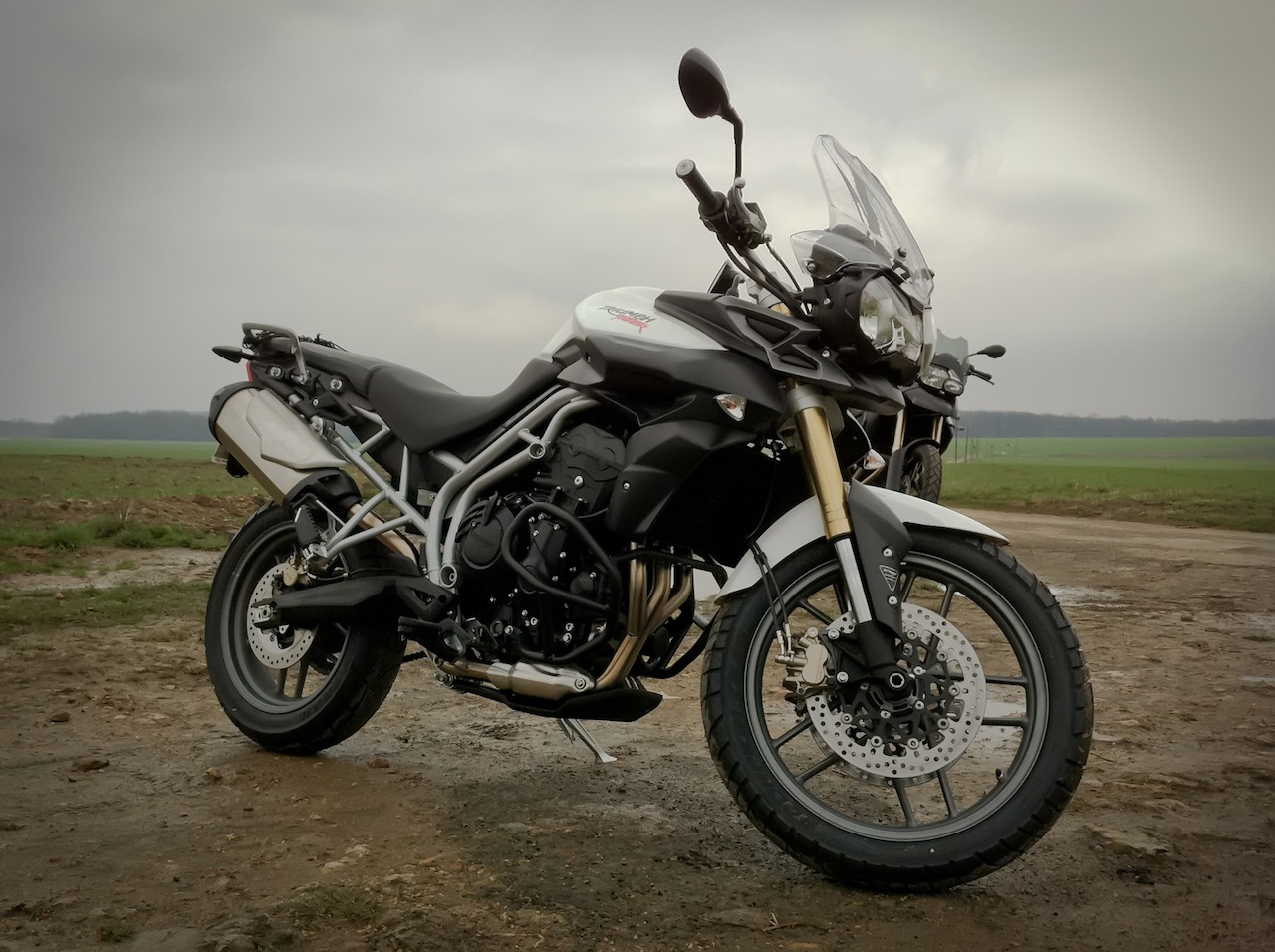
タイガー800
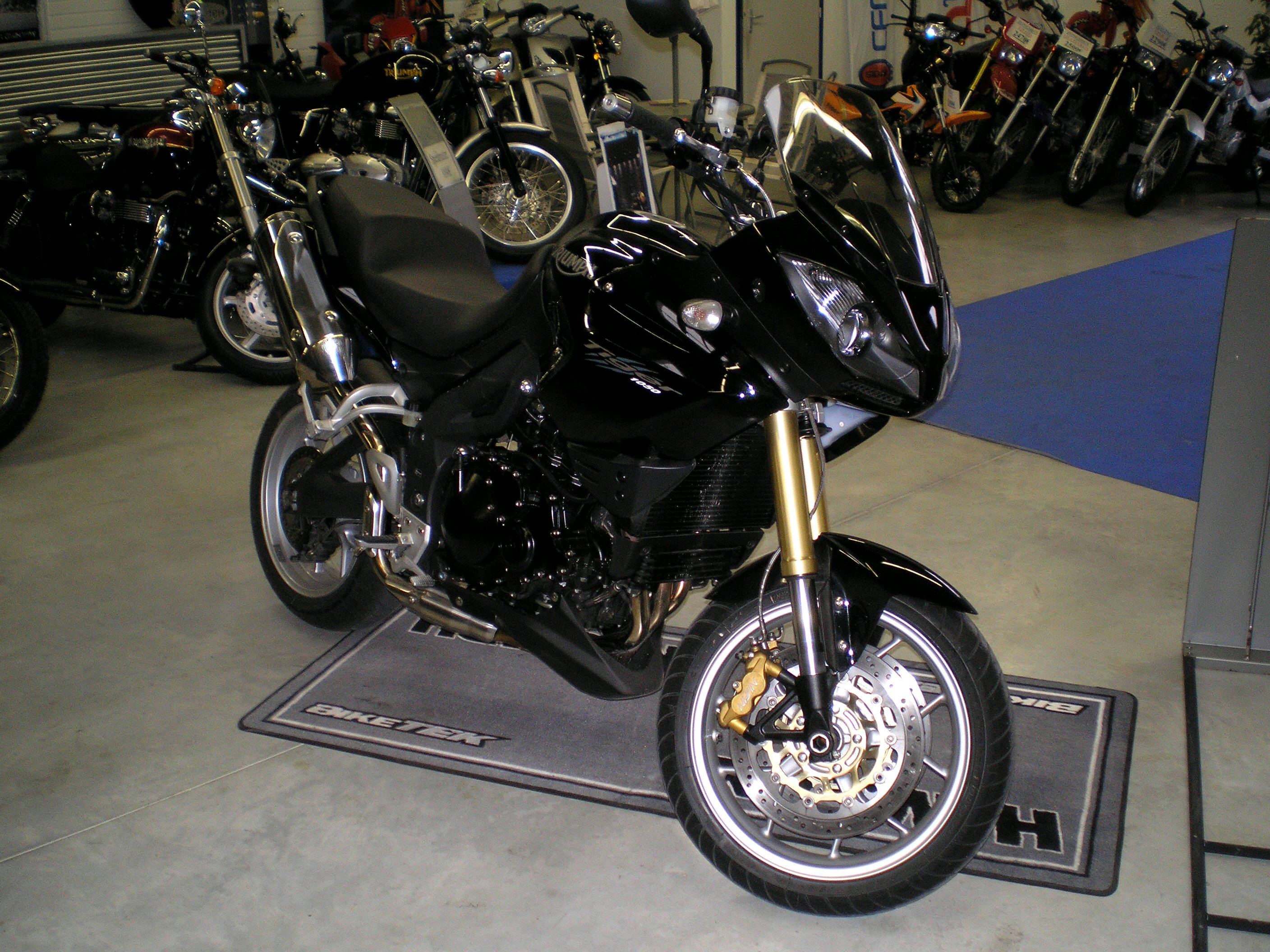
タイガー1050
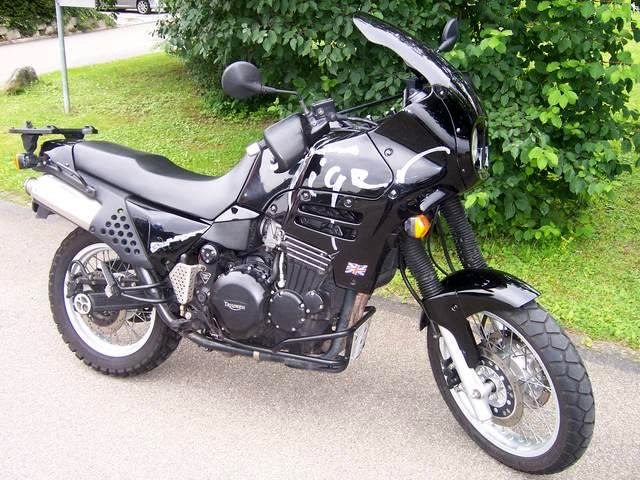
タイガー900
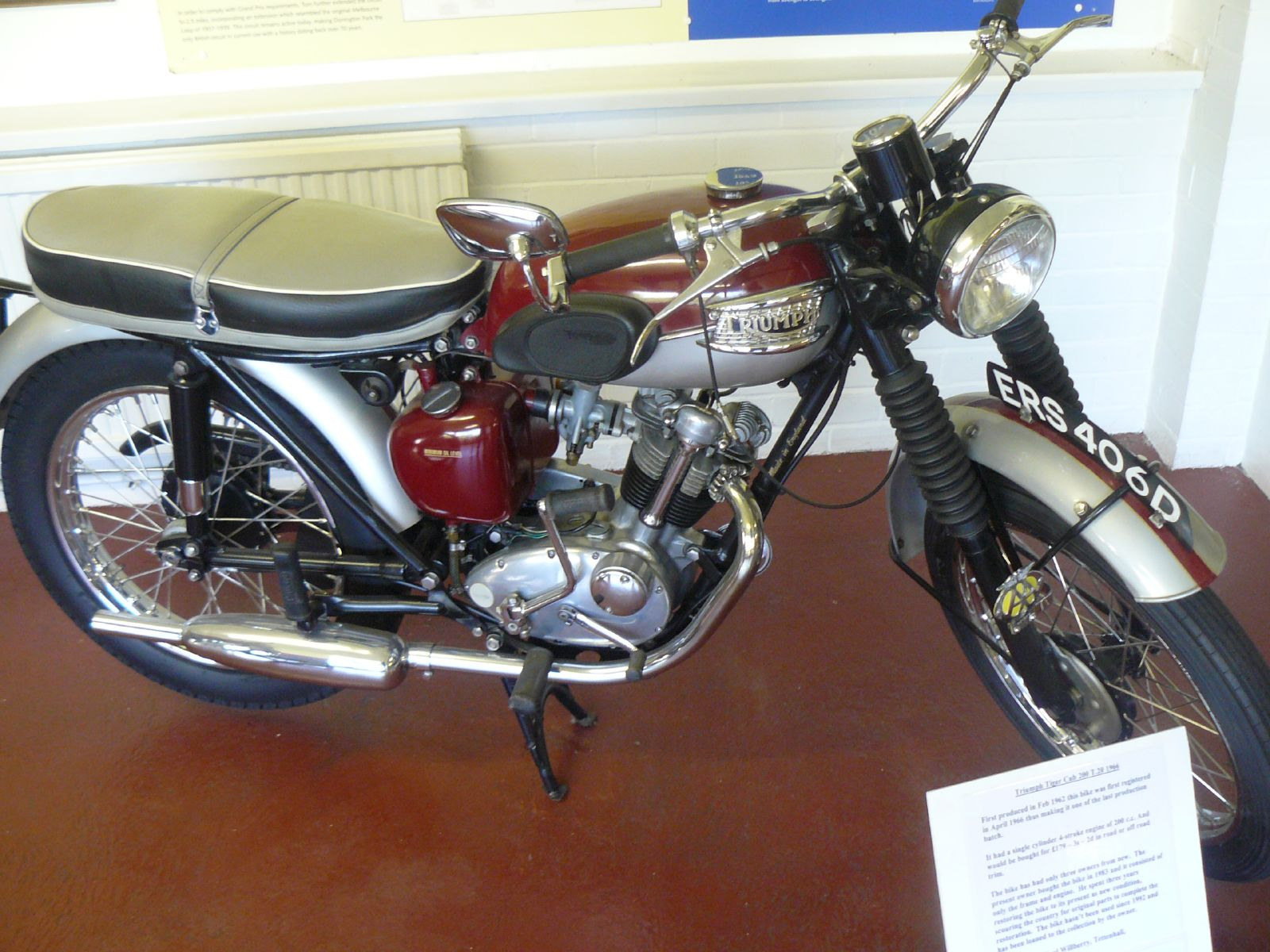
タイガーカブ
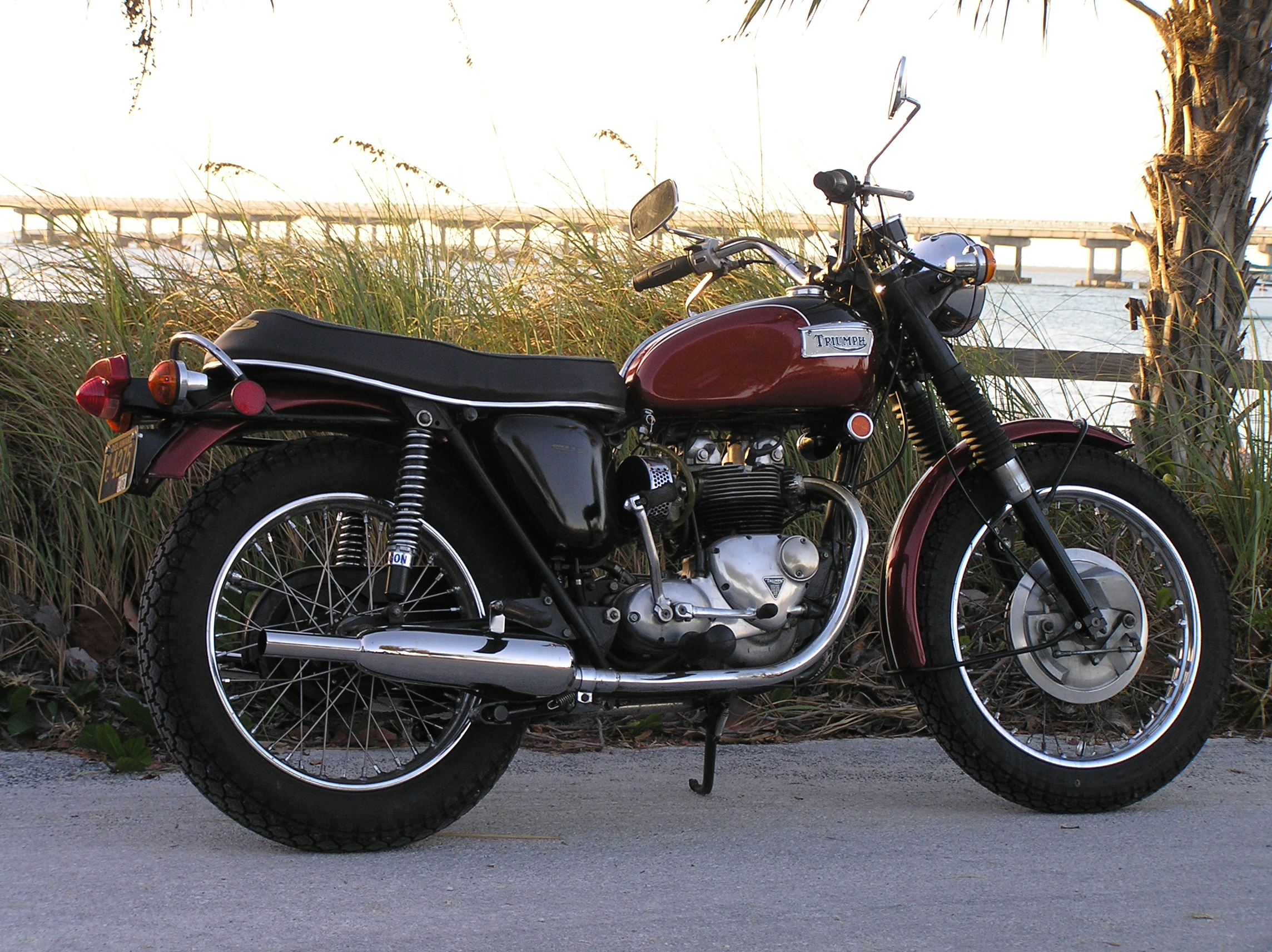
1971年に製造されたタイガー・デイトナ
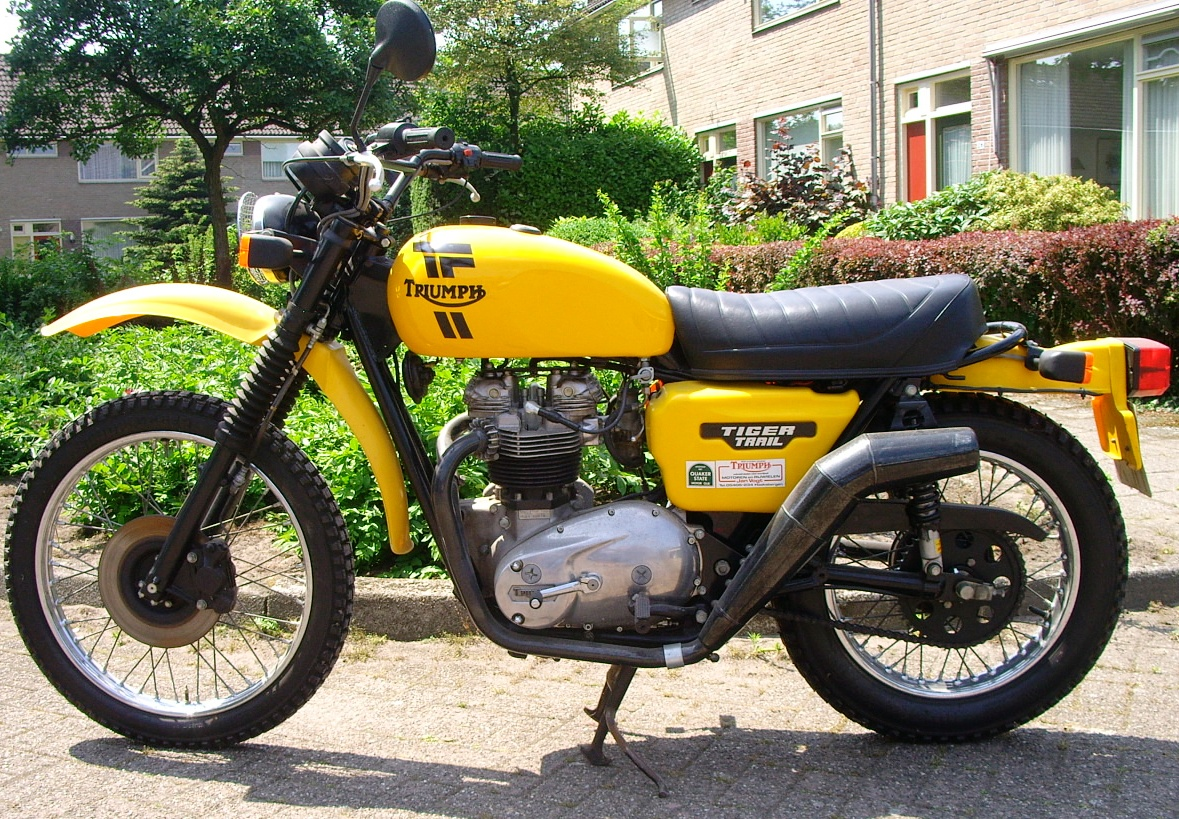
タイガートレイル